# Richard Brandram
Richard Brandram est né le 5 août 1911 à Bexhill-on-Sea, dans le Sussex, au Royaume-Uni, et mort le 28 mars 1994 à Marlow, dans le Buckinghamshire. Major de l’Armée britannique, il a épousé la princesse Catherine de Grèce en 1947, ce qui le relie à la plupart des familles royales européennes.

## Famille
Richard Brandram est issu d’une famille de la landed gentry britannique dont la généalogie remonte au XVIIe siècle. Son père, Richard Andrew Brandram, est le fondateur de l’école de Bickley Park, dans le Kent, tandis que sa mère, Maud Campbell Blaker, est femme au foyer.
Le 21 avril 1947, Richard épouse, au palais royal d’Athènes, la princesse Catherine de Grèce (1913-2007), elle-même fille du roi Constantin Ier de Grèce (1868-1923) et de son épouse la princesse Sophie de Prusse (1870-1932).
Du mariage de Catherine et de Richard naît un fils :
- Paul Brandram (1948-2020), qui épouse en 1975 Jennifer Diane Steele (1951), avant de divorcer et de se remarier, en 2009, à Kate Warhurst (née Moreton). Du premier mariage de Paul naissent :
  - Sophie Brandram (1981) ;
  - Nicolas Brandram (1982) ;
  - Alexia Brandram (1985)[3].

## Biographie

### Formation et engagement dans l'armée
Richard Brandram fait ses études au Pembroke College de Cambridge. Sportif de haut niveau, il joue pour le Blackheath RC, une équipe de rugby à XV anglaise alors en deuxième division. 
En 1939, lorsque éclate la Seconde Guerre mondiale, Richard s’enrôle dans l’armée britannique et sert en France, en Belgique, à Madagascar, en Italie et au Moyen-Orient. Il participe ainsi à l’évacuation de Dunkerque, en 1940, et à la campagne d’Italie en 1943-1944. Par la suite, il est nommé conseiller en artillerie de l’Armée d’Irak.

### Rencontre avec la princesse Catherine

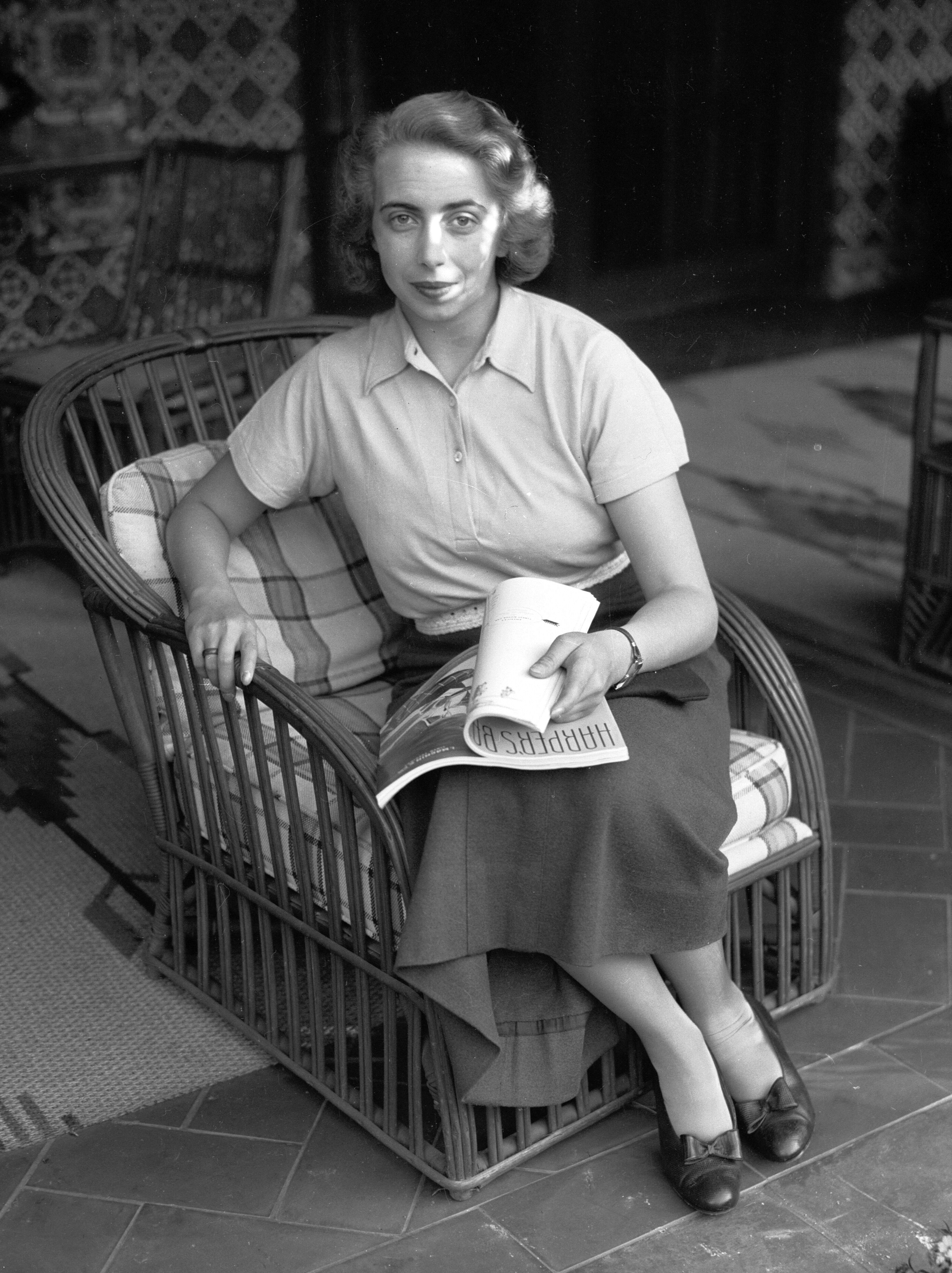
La princesse Catherine de Grèce en 1934.

En 1946, Richard profite d’une permission pour quitter Bagdad et retourner quelque temps en Grande-Bretagne. Il gagne d’abord l’Égypte et embarque, à Alexandrie, sur le navire Ascania qui doit le ramener dans sa famille. Mais, à bord du bateau, il rencontre la princesse Catherine de Grèce, avec laquelle il ne tarde pas à nouer une relation amoureuse,. La jeune femme, âgée de 33 ans, est la sœur cadette du roi Georges II de Grèce et elle vit en exil depuis l’invasion de son pays par les forces de l’Axe en 1941.
Trois semaines après leur arrivée en Grande-Bretagne, Richard et Catherine se fiancent. Malgré son caractère inégal, l’union est pleinement acceptée par la famille royale grecque mais le roi Georges II demande à sa sœur et à son futur beau-frère de garder leur projet de mariage secret en attendant que la situation politique grecque se normalise. Les élections du 31 mars 1946 ont, en effet, donné la majorité aux députés monarchistes et un référendum institutionnel devant permettre la restauration est programmé pour le 1er septembre. Cependant, la Grèce continue à être profondément divisée et la guerre civile frappe le Nord du pays.

### Mariage
En février 1947, le roi des Hellènes annonce finalement le mariage prochain de sa sœur et précise que l’événement lui procure une « satisfaction particulière ». La cérémonie est prévue pour le mois d'avril et c'est le souverain lui-même qui doit conduire la princesse à l'autel. Cependant, le roi décède d'artériosclérose vingt jours avant la date de l’union,. Le mariage n'est pas pour autant repoussé mais il se déroule dans le deuil,.
Le 21 avril, Richard épouse donc la princesse Catherine de Grèce au cours de deux cérémonies, l’une anglicane et l’autre orthodoxe. L’union, qui revêt un caractère privé, se déroule dans la salle de bal du palais royal et c'est le nouveau monarque, Paul Ier, qui est le témoin de la princesse.

### Vie au Royaume-Uni
Après les cérémonies, le couple effectue une courte lune de miel en Grèce avant de partir pour l’Irak, où Richard est encore attaché militaire à la légation britannique. Au bout de quelques mois, cependant, Richard et Catherine retournent en Angleterre. Richard quitte alors l’armée britannique et intègre une compagnie maritime basée dans la City. Le ménage réside d'abord dans le quartier londonien de Belgravia avant de s’installer à Marlow, dans le Buckinghamshire.
Richard et son épouse mènent une vie relativement retirée et discrète. Moins fortunés que la famille de la princesse, ils ne peuvent, en effet, se permettre de fréquenter assidument la Cour. Malgré tout, le couple participe aux grands événements qui ponctuent la vie des familles royales auxquelles Catherine est apparentée.
Richard Brandram meurt en 1994, à l’âge de 82 ans, des suites d’une longue maladie.

## Distinction

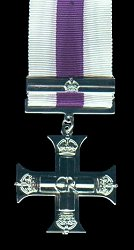
Photo d'une Croix militaire.

Richard Brandram a reçu la Croix militaire (Military Cross), troisième plus haute distinction britannique, en remerciement de ses services durant la Seconde Guerre mondiale,.

## Armoiries
Les Brandram portent d’azur à la pile ondulée d’hermine, entre deux abeilles d’or volant en fasce. En cimier, ils ont un agneau portant la pile avec une abeille et deux anilles de sable, c’est-à-dire des crochets en forme de C inversés.
Leur devise est « Persevere ».